# Sciuro-hypnum flotowianum
Sciuro-hypnum flotowianum là một loài Rêu trong họ Brachytheciaceae. Loài này được (Sendtn.) Ignatov & Huttunen mô tả khoa học đầu tiên năm 2002.

## Hình ảnh

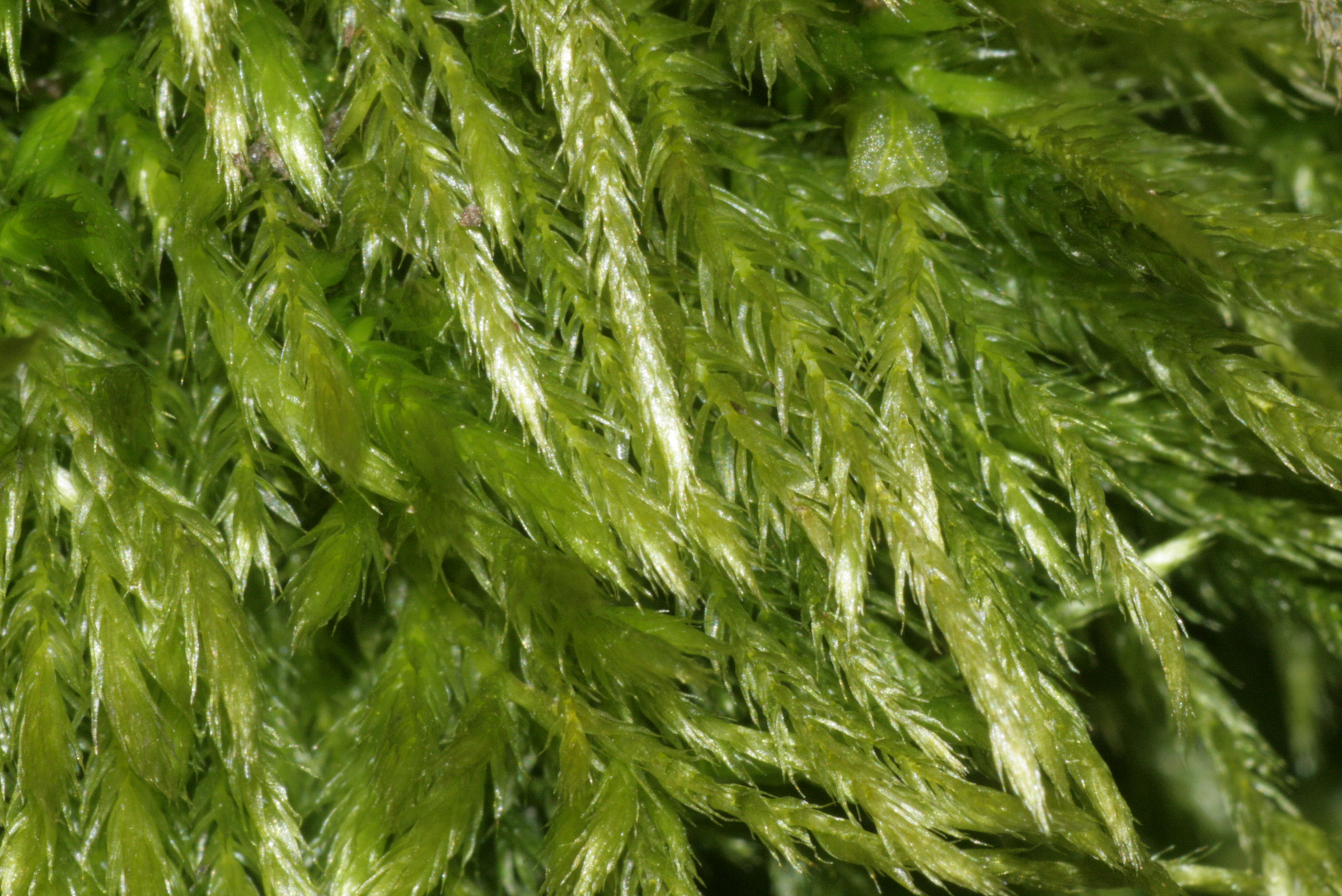
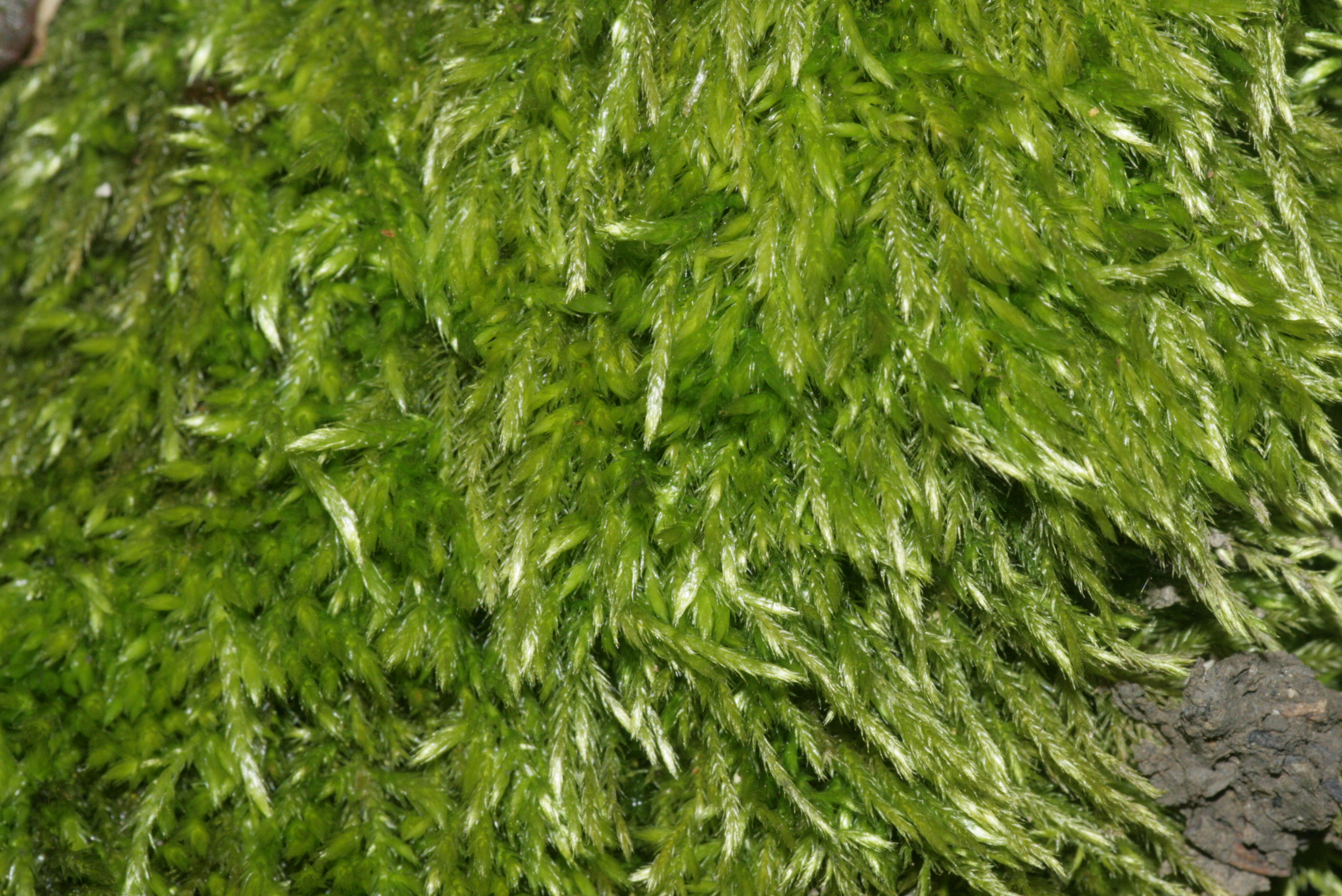
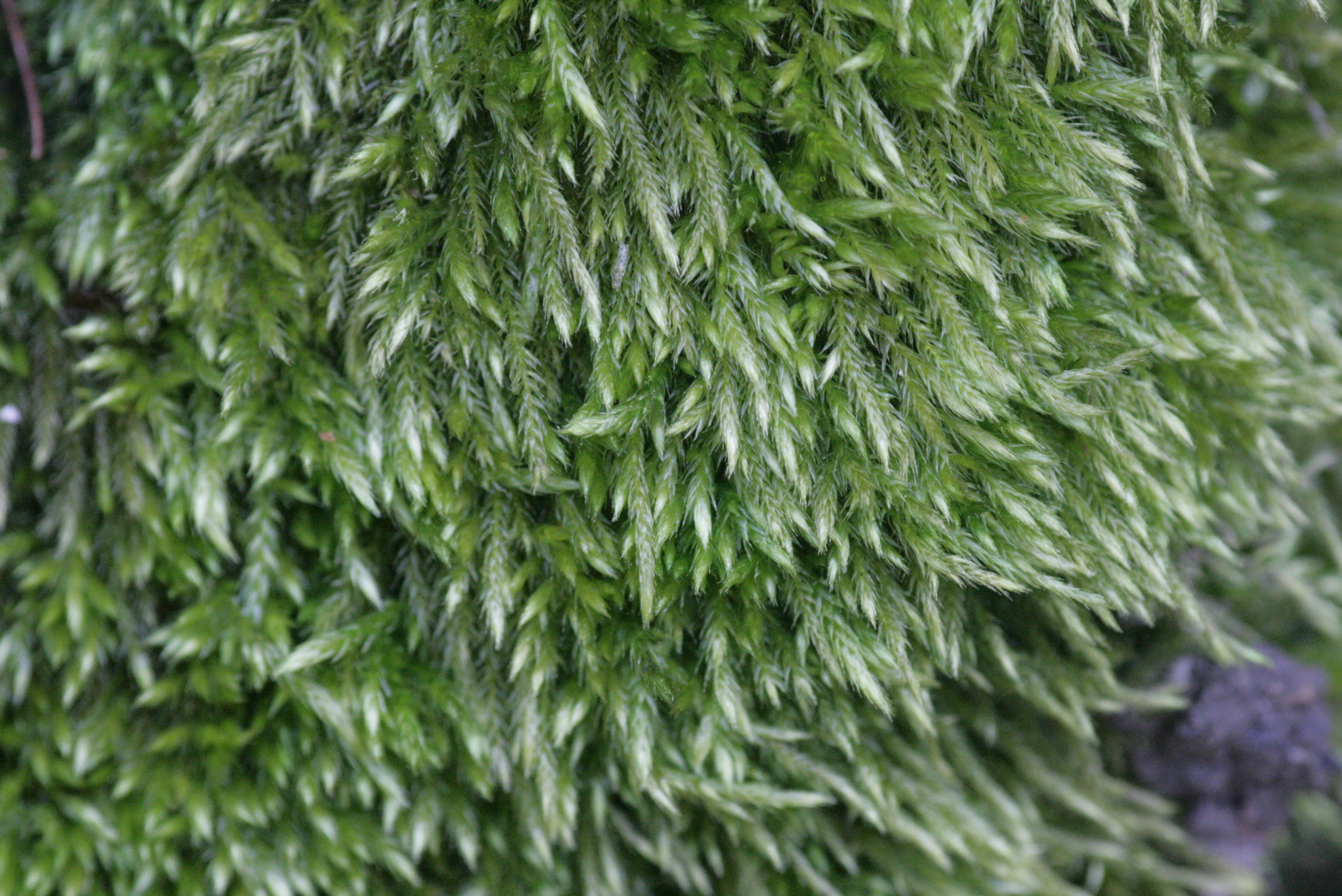
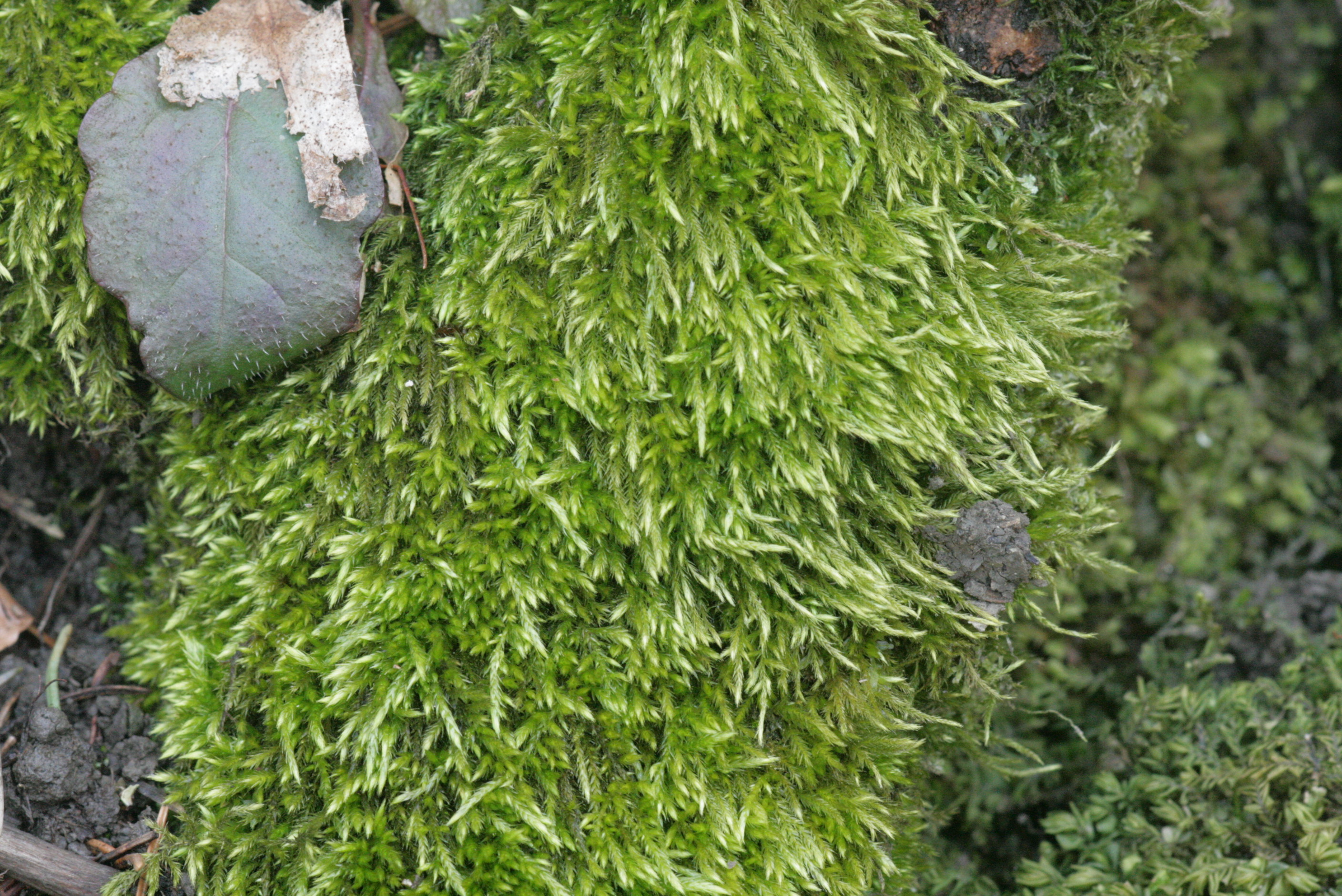